# Arjan Versteijnen
Arjan Versteijnen (* 3. Februar 2000 in Tilburg) ist ein niederländischer Handballspieler.

## Karriere

### Im Verein
Arjan Versteijnen spielte zunächst für den HV Tachos. 2019 unterschrieb er einen Vertrag bei Bevo HC. Am Ende der Saison wurde der Vertrag überraschend aufgelöst, da der Verein aufgrund der COVID-19-Pandemie finanziell eingeschränkt war. Daraufhin wechselte er nach Belgien zu HC Achilles Bocholt. Im März 2022 kehrte er mit sofortiger Wirkung zum Bevo HC zurück. Im Sommer 2024 wechselte er zum deutschen Drittligisten EHV Aue.

### In Auswahlmannschaften
Im Dezember 2019 gab er sein Debüt für die A-Nationalmannschaft gegen Rumänien. 2023 stand er im Kader für die Weltmeisterschaft und belegte dort den 14. Platz. Er stand im Kader für die Europameisterschaft 2024 und belegte mit den Niederlanden den 12. Platz.

## Privat
Sein Zwillingsbruder Niels läuft ebenfalls für die niederländische Nationalmannschaft auf.